# Gradzanowo Zbęskie
Gradzanowo Zbęskie (prononciation : [ɡrad͡zaˈnɔvɔ ˈzbɛ̃skʲɛ]) est un village polonais de la gmina de Radzanów dans le powiat de Mława de la voïvodie de Mazovie dans le centre-est de la Pologne.
Il se situe à environ 5 kilomètres au sud-est de Radzanów (siège de la gmina), 30 kilomètres au sud-ouest de Mława (siège du powiat) et à 97 kilomètres au nord-ouest de Varsovie (capitale de la Pologne).

## Histoire
De 1975 à 1998, le village appartenait administrativement à la voïvodie de Ciechanów.